# Eirik Kjelstrup
Eirik Kjelstrup (* 21. November 1989 in Oslo) ist ein ehemaliger norwegischer Skispringer.

## Werdegang
Kjelstrup, der bereits mit fünf Jahren mit dem Skispringen begann, gab sein internationales Debüt im FIS Cup im Dezember 2005 in Vikersund. Nach einem 20. Platz konnte er seine Leistungen im Anschluss in weiteren Springen stetig steigern. Bei den Norwegischen Juniorenmeisterschaften 2006 in Steinkjer erreichte er Platz zehn von der Normalschanze und in Rena von der Großschanze Platz 14. Bei der Junioren-WM 2006 im slowenischen Kranj erreichte er mit der Mannschaft den fünften Platz und im Einzelspringen Platz 27. Nach zwei weiteren guten Ergebnissen im FIS Cup startete er ab der folgenden Saison im Skisprung-Continental-Cup. Im ersten Springen mit Platz 41 deutlich von den Punkterängen entfernt, schaffte er im zweiten Springen im Schweizer Engelberg mit Platz 27 erstmals den Sprung in die Punkte. In Westby verpasste er im Februar 2007 mit Platz elf nur knapp eine Platzierung unter den besten zehn. Kurz zuvor gewann er bei den Norwegischen Juniorenmeisterschaften 2007 in Rena von der Normalschanze Silber. Bei den Norwegischen Meisterschaften in Molde kam er jedoch über einen 20. Platz nicht hinaus. Zur Junioren-WM 2007 im italienischen Tarvis gehörte er erneut zum Aufgebot und konnte mit seinen mittlerweile 18 Jahren seine Leistungen aus dem Vorjahr nicht wiederholen. Lediglich mit der Mannschaft erreichte er erneut den fünften Platz. Im Einzel von der Normalschanze reichte es am Ende nur zum 33. Platz. Die Saison 2006/07 beendete er auf dem 68. Platz der Gesamtwertung.
Im Sommer 2007 sowie zum Start der 2007/08 musste er sich mit hinteren Platzierungen zufriedengeben und verpasste mehrfach die Punkteränge. Im Sommer bekam er zudem die Möglichkeit im Skisprung-Grand-Prix zu springen. Dabei erreichte er mit der Mannschaft im Teamspringen von Hinterzarten den 10. Platz. Am 9. Dezember 2007 erhielt er die Möglichkeit im Rahmen der nationalen Gruppe beim Skisprung-Weltcup in Trondheim auf der Großschanze der Granåsen zu springen, wurde aber am Ende nur 50. und damit letzter. Überraschend landete er beim Springen in Hinterzarten im Februar 2008 auf dem fünften Platz. Daraufhin erhielt er erneut die Nominierung für die Junioren-WM, diesmal im polnischen Zakopane. Man erwartete von ihm eine deutliche Leistungssteigerung. Mit Platz vier im Teamspringen überzeugte die norwegische Mannschaft und verpasste das Podium hinter Deutschland, Österreich und Polen nur knapp um 4,5 Punkte. Im Continental Cup fiel es ihm in den letzten Springen der Saison nur schwer gute Ergebnisse zu erzielen. Am Ende belegte er trotz dessen den 64. Platz in der Gesamtwertung. Bei den norwegischen Juniorenmeisterschaften 2008 erreichte er den fünften Platz von der Großschanze in Meldal. Bei den Norwegischen Meisterschaften kurze Zeit später blieb er mit Platz 25 von der Normalschanze und Platz 15 von der Großschanze deutlich hinter den Erwartungen zurück.
Der Sommer 2008 verlief ebenso erfolglos wie im Vorjahr. Auch zur Skisprung-Continental-Cup 2008/09 waren anfangs keine Punktgewinne zu verzeichnen. Bei der Junioren-WM 2009 in Štrbské Pleso erreichte er zum zweiten Mal in Folge mit der Mannschaft den vierten Platz. Das Einzelspringen beendete er als 27. In den folgenden fünf Saisonspringen im Continental Cup konnte er viermal Punkte gewinnen und am Ende mit 50 Punkten Platz 94 der Gesamtwertung belegen. Trotz dieser erneut ansteigenden Leistungskurve beendete Kjelstrup nach der Saison mit nur 19 Jahren seine internationale Skisprungkarriere. Er war im Anschluss nur noch national aktiv und erreichte bei den Norwegischen Meisterschaften 2010 in Trondheim Platz 41 von der Großschanze.

## Erfolge

### Continental-Cup-Platzierungen
| Saison  | Platz | Punkte |
| ------- | ----- | ------ |
| 2005/06 | 084.  | 24     |
| 2006/07 | 132.  | 15     |

### FIS-Cup-Platzierungen
| Saison  | Platz | Punkte |
| ------- | ----- | ------ |
| 2006/07 | 68.   | 66     |
| 2007/08 | 64.   | 83     |
| 2008/09 | 94.   | 50     |